# Gonimbrasia belina
Gonimbrasia belina là một loài bướm đêm ở phía nam châu Phi. Sâu bướm là thực phẩm của dân địa phương. Người ta ăn sau sâu bướm khi đun trong nước muối và sấy khô.

## Hình ảnh

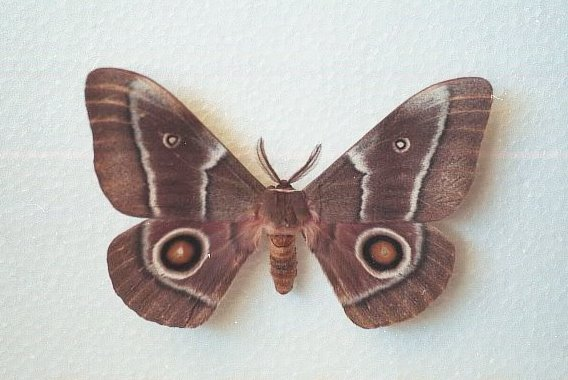
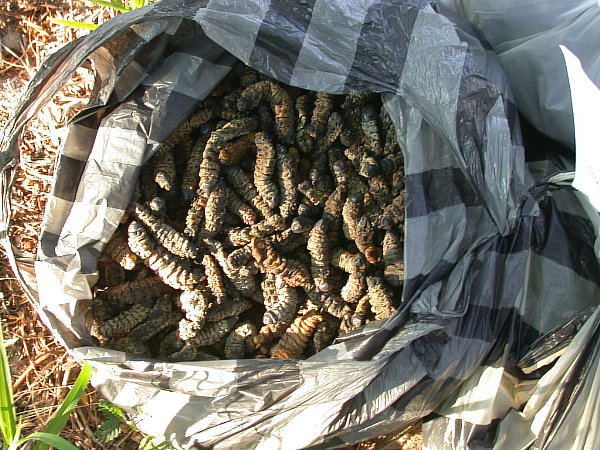
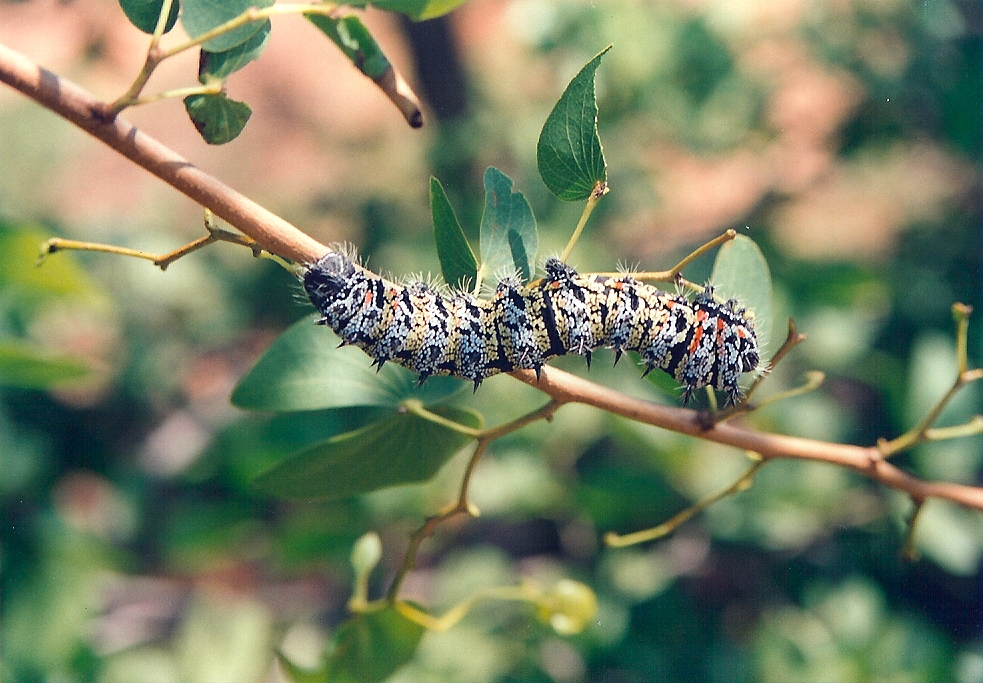
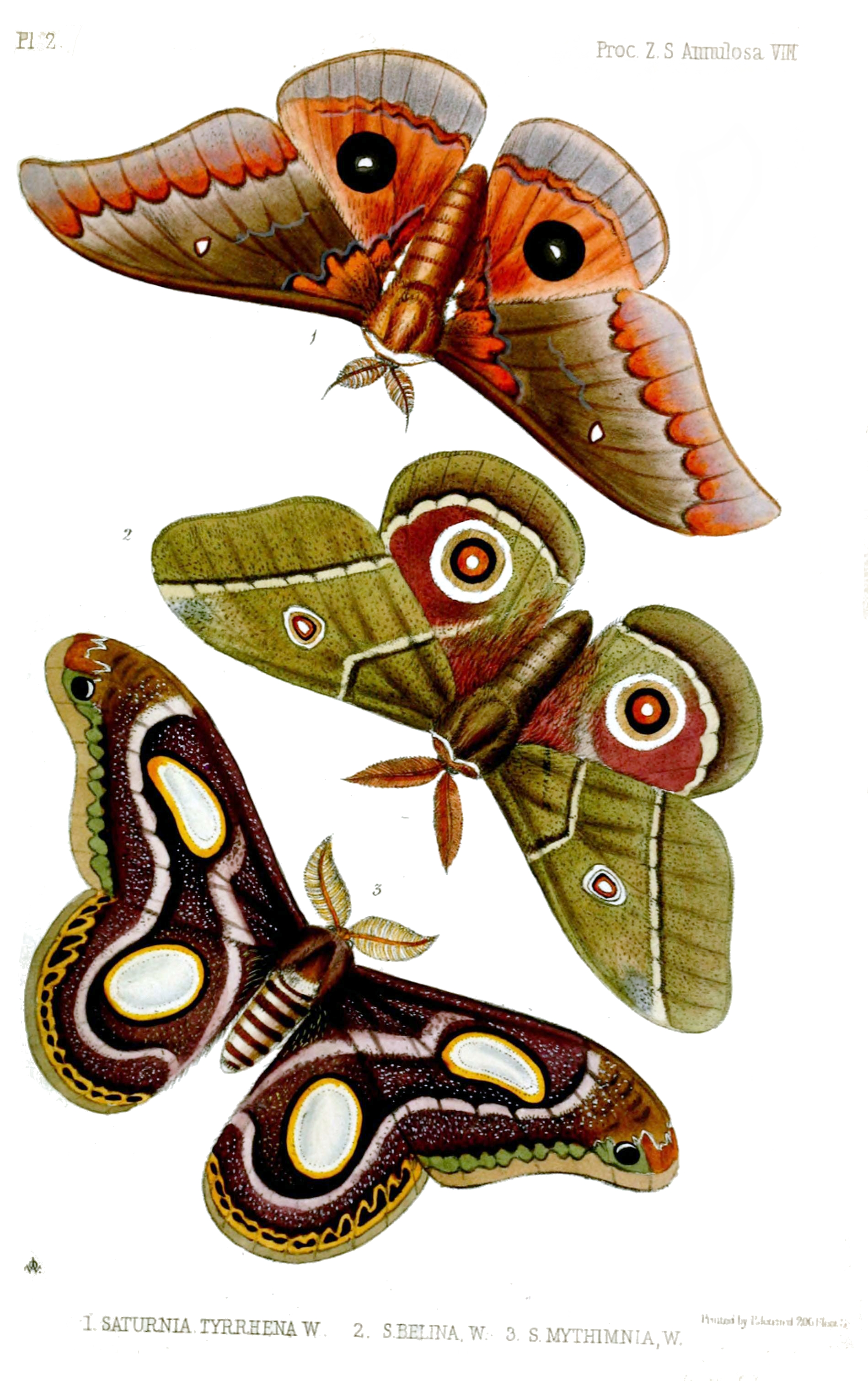